# Éditions K'A
 (janvier 2015).
Si vous disposez d'ouvrages ou d'articles de référence ou si vous connaissez des sites web de qualité traitant du thème abordé ici, merci de compléter l'article en donnant les références utiles à sa vérifiabilité et en les liant à la section « Notes et références ».
Les Éditions K'A sont une maison d'édition française spécialisée dans la poésie et surtout la poésie réunionnaise d'expression créole. Elle publie également des essais sur des problématiques insulaires.

## Histoire
Les Éditions K'A ont été créées en 1999 par le peintre et poète réunionnais André Robèr. Elles se sont, dans un premier temps, intéressées à la poésie et à la parole. Cette parole dite par les poètes au travers d'une collection de 14 CD parus.
Parallèlement à ce travail de fouille et de prospection sur la poésie réunionnaise, elles  ont lancé une collection sur les textes fondateurs du créole réunionnais. La réédition de ceux-ci donne lieu, lors de chaque publication, à une lecture d'un doctorant.
La collection Astèr permet à des auteurs contemporains de dire les préoccupations de l'époque en poésie. La collection roman publie des romans en créole ou en français depuis 2006 grâce à la collection « Roman ». À ce jour[Quand ?], six titres ont paru. La collection Méné est destinée à analyser les problématiques de créolisation indo-océaniques ainsi que des analyses textuelles réalisées par des universitaires. La collection Sobatkoz née en 2011 sert à analyser l’œuvre d'un auteur ou d'une problématique. La collection Paraules est destinée aux auteurs de Catalogne et de France[réf. souhaitée].

## Publications
Réunion, océan Indien
Les Éditions K'A sont à ce jour celles qui ont publié le plus de textes en créole réunionnais audio et écrit. Elles ont publié Alain Armand, Évariste de Parny, Daniel Honoré, Louis Héry, Claire Karm, Mikael Kourto, Francky Lauret, Jean-Claude Carpanin Marimoutou, Axel Gauvin, Didié Ibao, André Robèr, Jean-Louis Robert, Patrice Treuthardt, Julien Blaine, Arlette Nourly, Alain Gili...
Elles ont publié aussi des textes d'écrivains de l'océan Indien Khal Torabully et Raharimanana dans son unique texte en malgache.
En 2014 les éditions K'A réunissent les auteurs autour d'une publication pour les quinze des éditions et d'un Kabar fonnkèr au Théâtre les  Bambous à Saint-Benoît (La Réunion).
La création de la collection sobatkoz sous la direction de Frédérique Hélias propose un appareil critique par des universitaires sur l'œuvre d'un auteur réunionnais. Les œuvres de Carpanin Marimoutou, Axel Gauvin, Daniel Honoré, Les éditions militantes réunionnaises, Alain Lorraine sont analysés dans chaque volume publié.
Art et Anarchie
Depuis 2010, elles publient la revue annuelle Art et Anarchie dirigée par André Robèr. Elle est la revue du groupe John Cage de la Fédération anarchiste.
Dans cette section sont publiés :
- La réédition du texte de Léo Campion Le Drapeau noir, l'Équerre et le Compas augmenté de deux textes de Patricio Salcedo : Anarchie et Franc-maçonnerie même combat et Léo Campion - Le trublion anarchiste, qui a réussi sa vie, en 2013.

- La série des voleurs de Stéphane Hoareau les catalogues d'André Robèr, celui de Marie Jakobowicz.

- Les catalogues des biennales de poésies visuelle de la galerie (13) TREIZE à Ille sur Tet.

La ligne directrice de cette section est de proposer un voyage entre Art brut et avant-garde.